# داريوس فازيل
داريوس وارن فازيل (بالإنجليزية: Darius Vassell)‏ (مواليد 13 يونيو 1980) هو لاعب كرة قدم إنجليزي، لعب مع أندية أستون فيلا ومانشستر سيتي وأنقرة غوجو ويلعب حاليًا مع نادي ليستر سيتي.

## مسيرته الكروية
لعب داريوس فازيل خلال مسيرته الاحترافية مع 4 أندية في أربعة عشر موسمًا وسجل خلالها 61 هدفًا ضمن 330 مباراة. ولم يفز بأي موسم بالكأس أو بالدوري.
خاض داريوس فازيل مسيرته مع نادي أستون فيلا في موسم 1998–99 ليلعب معه سبعة مواسم، مشاركًا في 161 مباراة سجل خلالها 34 هدفًا. ثم انتقل إلى نادي مانشستر سيتي في موسم 2005–06 ليلعب معه أربعة مواسم، حيث شارك في 103 مباراة سجل خلالها 17 هدفًا. لينتقل بعدها إلى نادي أنقرة غوجو في موسم 2009–10 لمدة موسم واحد، مشاركًا في 22 مباراة سجل خلالها 4 أهداف. ثم انتقل إلى نادي ليستر سيتي في موسم 2010–11 ولمدة موسمين، مشاركًا في 44 مباراة سجل خلالها 6 أهداف.

## الأهداف الدولية
أهداف إنجلترا تظهر أولًا على اليمين
| الهدف | التاريخ        | الملعب            | الخصم     | الهدف | النتيجة | المنافسة                                          |
| ----- | -------------- | ----------------- | --------- | ----- | ------- | ------------------------------------------------- |
| 1     | 13 فبراير 2002 | أمستردام، هولندا  | هولندا    | 1–1   | 1–1     | مباراة ودية                                       |
| 2     | 17 أبريل 2002  | ليفربول, إنجلترا  | باراغواي  | 3–0   | 4–0     | مباراة ودية                                       |
| 3     | 26 مايو 2002   | كوبه، اليابان     | الكاميرون | 1–1   | 2–2     | مباراة ودية                                       |
| 4     | 2 أبريل 2003   | سندرلاند, إنجلترا | تركيا     | 1–0   | 2–0     | تصفيات بطولة أمم أوروبا 2004                      |
| 5     | 5 يونيو 2004   | مانشستر, إنجلترا  | آيسلندا   | 4–1   | 6–1     | مباراة ودية (دورة الاتحاد الإنجليزي الصيفية 2004) |
| 6     | 5 يونيو 2004   | مانشستر, إنجلترا  | آيسلندا   | 6–1   | 6–1     | مباراة ودية (دورة الاتحاد الإنجليزي الصيفية 2004) |

## الألقاب

### أستون فيلا
- كأس الاتحاد الإنجليزي لكرة القدم: 2000 (الوصيف)
- كأس إنترتوتو: 2001

### إنجلترا
- دورة الاتحاد الإنجليزي الصيفية: 2004

## روابط خارجية
- داريوس فازيل على موقع IMDb (الإنجليزية)

- داريوس فازيل على موقع الاتحاد الدولي (مؤرشف)  (الإنجليزية)
- داريوس فازيل على موقع الاتحاد الأوربي (الإنجليزية)
- داريوس فازيل على موقع اتحاد تركيا (لاعب) (الإنجليزية)
- داريوس فازيل على موقع قاعدة بيانات كرة القدم.إي يو (الإنجليزية)
- داريوس فازيل على موقع ليكيب (الفرنسية)
- داريوس فازيل على موقع ناشيونال فوتبول تيمز (الإنجليزية)
- داريوس فازيل على موقع Soccerbase.com (لاعب) (الإنجليزية)
- داريوس فازيل على موقع Soccerway.com (الإنجليزية)
- داريوس فازيل على موقع عالم كرة القدم.نت (الإنجليزية)